# Jiří Škoch
Jiří Škoch (24. dubna 1938 Písek – 25. června 2022) byl český fotograf, sociolog a výtvarný pedagog. Poprvé vystavoval v roce 1962 v Písku. Byl přítelem básníka Bohuslava Reynka a v letech 1967 až 1975 vytvořil cyklus fotomontáží Petrkov Bohuslava Reynka. Roku 1970 byl podmínečně odsouzen na čtyři měsíce za takzvanou urážku socialismu.